# Xaar del Nègueb
Xaar del Nègueb (en hebreu, שער הנגב; porta del Nègueb) és un consell regional del districte del Sud d'Israel. S'estén entre la franja de Gaza, Ascaló i Beerxeba, a la part nord-oest del desert del Nègueb.
El municipi de Xaar del Nègueb agrupa els següents nuclis de població:
- Moixav: Yakhini (יכיני).
- Quibuts: Beror Hayil (ברור חיל), Dorot (דורות), Erez (ארז), Gevim (גבים), Kefar Azza (כפר עזה), Mefallesim (מפלסים), Nahal Oz (נחל עוז), Nir Am (ניר עם), Or Haner (אור הנר), Ruhama (רוחמה; en català, Ruhamà).
- Centre educatiu: Ibbim (איבים).